# パフィオペディルム・ハイナルディアヌム
パフィオペディルム・ハイナルディアヌム Paphiopedilum haynaldianum はパフィオペディルム属のラン科植物。複数花を1つの花茎に同時に咲かせる。

## 特徴
葉は線状舌形で長さ20-35cm、緑色で肉厚。花茎は斜め上に伸びて長さ35-45cmに達し、数花をつける。花は径12-15cmになる。背萼片は卵形で基部近くの両側の縁が強く背面に反り返る、全体に淡黄緑色を帯び、周辺は紫紅色に染まり、内側には褐色の粗い斑紋が出る。側花弁は匙形で黄緑色の地に褐色の粗い斑点があり、先端の方から暗い紫紅色に染まる。唇弁は褐色で縁は外を向き、耳状の突出部がある。仮雄蕊は倒卵形で先端中央がくぼんでいる。原産地での開花時期は2-3月頃。
種小名はハンガリーの大司教で植物学者であったハイナルド(S. F. L. Haynald, 1816-91)にちなんだものである。
発見は1873年、グスタフ・ヴァリスにより、ヴィーチ商会 によってその翌年に紹介されたものである。

## 分布
フィリピンのルソン島に産する。標高約1000mの石灰岩地域に生えていることが多い。

## 近似種
本属には複数花をほぼ同時に開花させるものは他に幾つかある。その中でローウィ P. lowii は花の形や模様が本種ととてもよく似ている。違いについてはこの種の項を参照のこと。

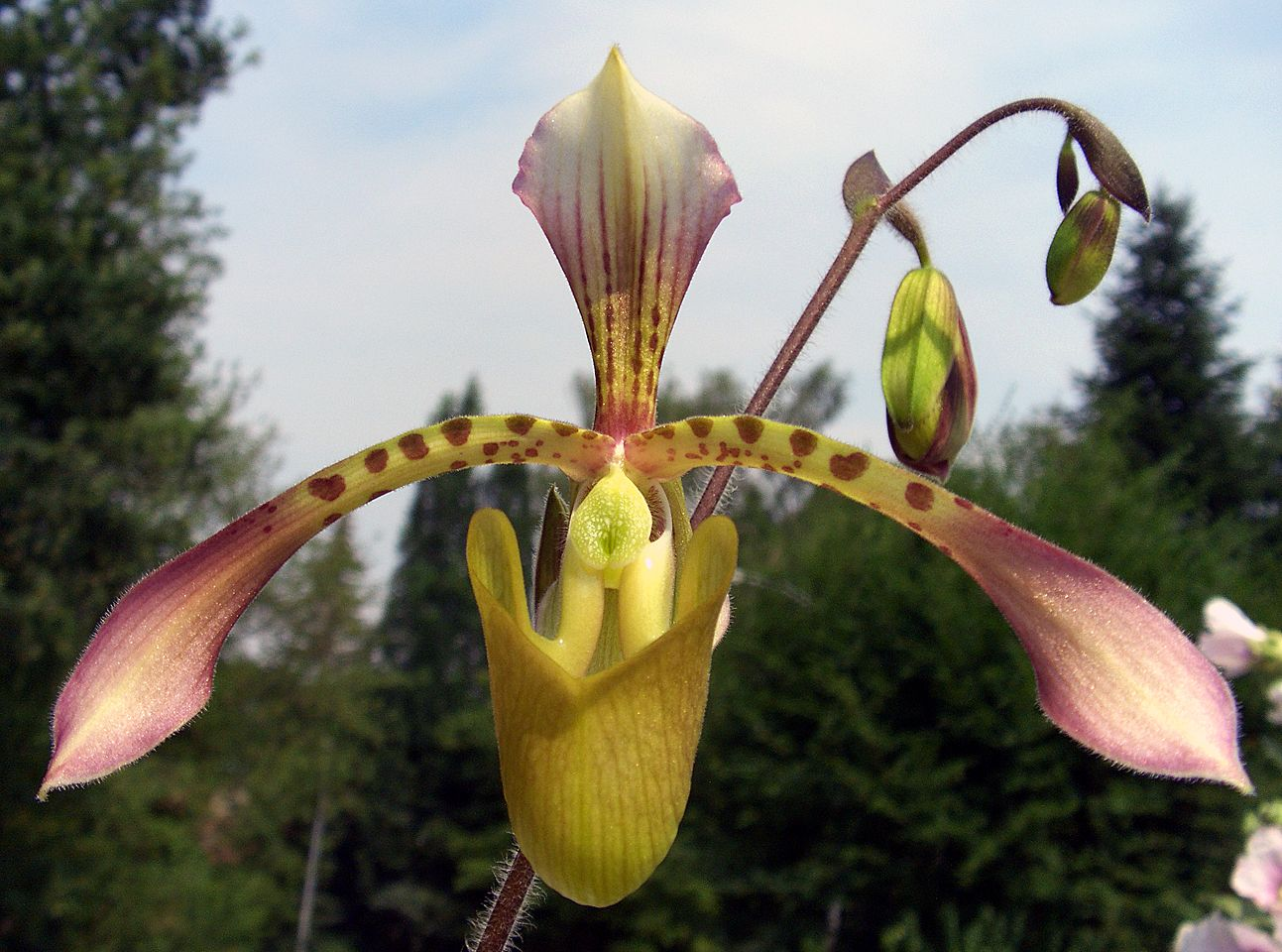
花の形
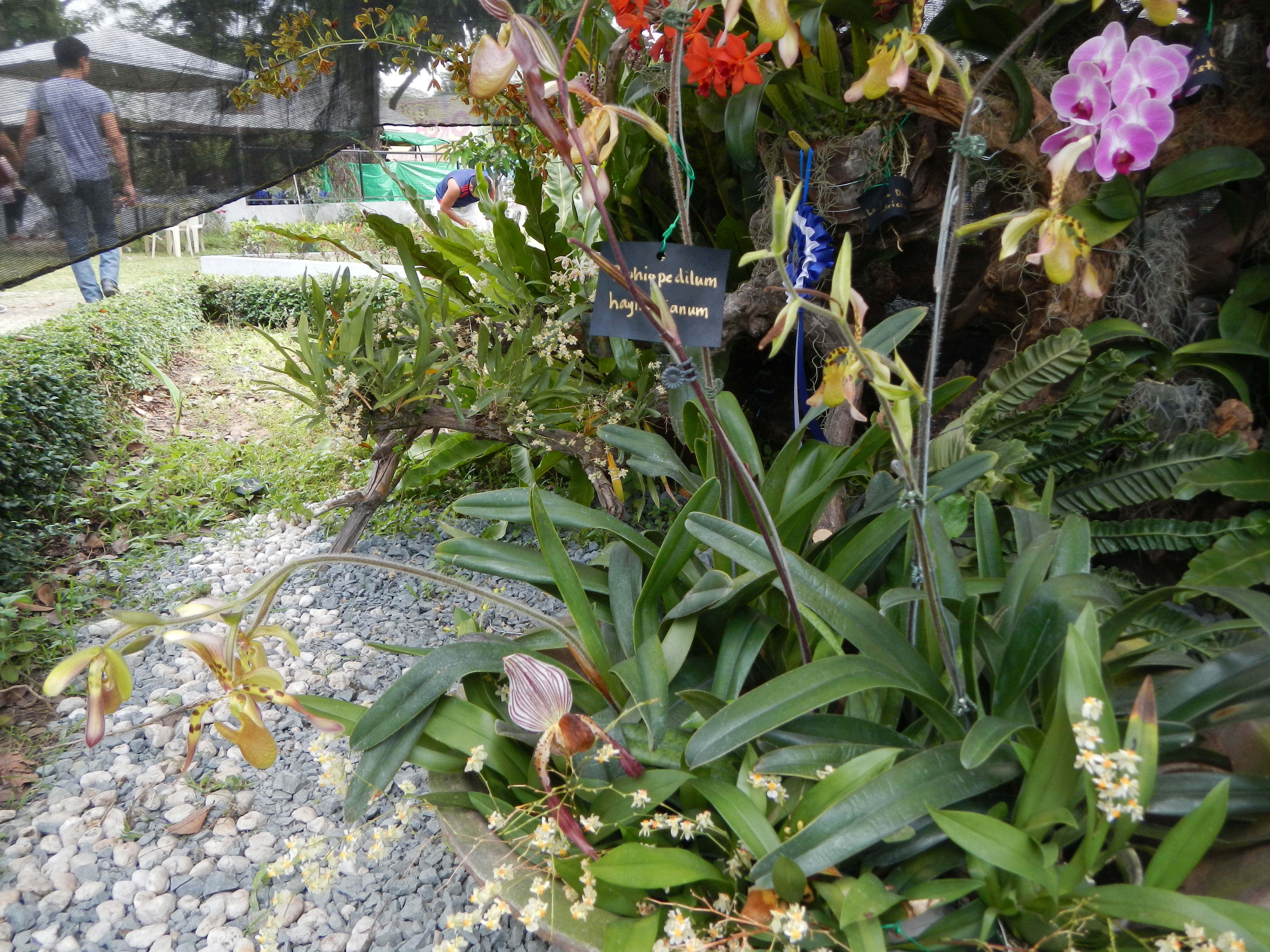
全草
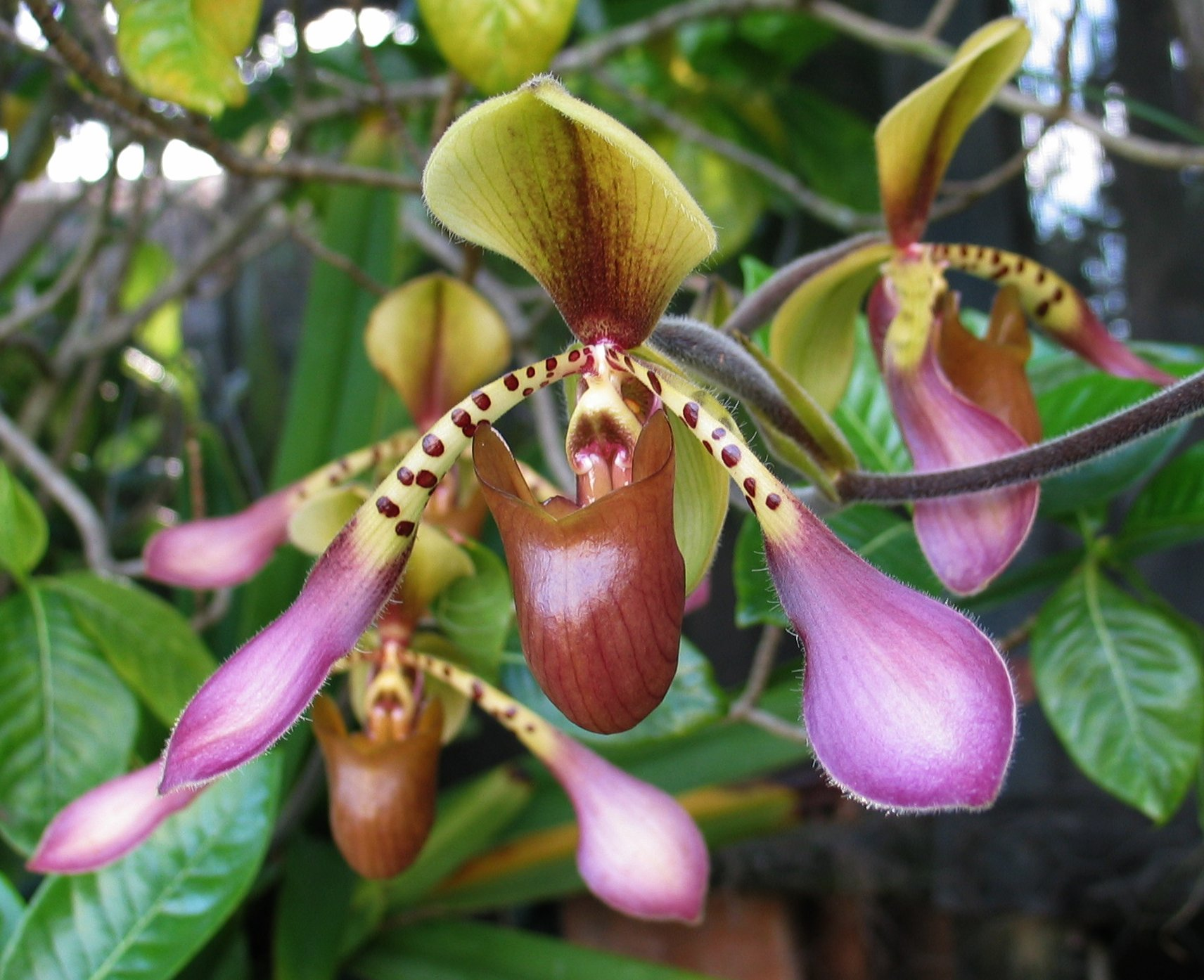
近似種のローウィ

## 利用
洋ランとして栽培される。丈夫で開花させやすい種として知られる。この属では大きな花を付けるものであり、花持ちもよくて一ヶ月ほどは美しい姿を鑑賞出来る。ただし栽培時には寒さを嫌う。日本での開花は夏。